# Palisota gracilior
Espèce
Palisota gracilior est une espèce de plantes de la famille des Commelinaceae et du genre Palisota, endémique du Cameroun.

## Description
C'est une herbe ligneuse d'environ 6-7 cm de longueur.

## Distribution
Endémique, très rare, l'espèce n'est connue qu'à travers le spécimen-type collecté par Mildbraed en 1911 aux environs de Lomié.